# Trois morceaux dans le genre pathétique
Trois morceaux dans le genre pathétique Op. 15 (Tres piezas en el género patético) es una suite de tres movimientos para piano compuesta por el compositor francés Charles-Valentin Alkan, publicada en 1837. La suite también lleva el título Souvenirs (Memories). Los tres movimientos son:  
- Aime-moi (Ámame), La♭ menor
- Le vent (El viento), Si menor
- Morte (Muerta), Mi♭ menor

## Descripción

### Aime-moi
Aime-moi (Ámame), en la tonalidad de La♭ menor, presenta acordes repetidos, trémolos y arpegios. El primer tema es similar al del estilo de Chopin. Entre el comienzo de la pieza y el clímax en el medio, la subdivisión del ritmo aumenta gradualmente. Comienza con corcheas, cambia a tresillos, y luego semicorcheas, y luego cinco notas por compás, etc., hasta llegar al clímax con notas de treinta segundos (ocho por compás). Después de este clímax, el tema principal recapitula, pero pronto es sucedido por una melodía más intensa en octavas junto con las notas en tresillos de decimosextas en la mano izquierda (seis notas por compás). La tonalidad luego cambia de La♭ menor a La♭ mayor, y la pieza entra en una sección larga y sinuosa de semicorcheas que fluyen libremente alternando por grupos de dos en la mano derecha e izquierda. Las semicorcheas fluyen hacia el registro alto y un pequeño arpegio ascendente y descendente aparentemente concluye la pieza. Sin embargo, Alkan agrega una pequeña floritura más antes de terminar finalmente en La♭ mayor. 

### Le vent
Le vent (El viento) está en la tonalidad de Si menor. La pieza tiene tres secciones, que se aproxima a la forma ABA'. Las secciones externas contienen escalas cromáticas, como en impromptu, y la sección media contrasta con arpegios que acompañan a la melodía en lugar de escalas cromáticas. Estas escalas cromáticas incluyen una transición de 2 páginas, completamente compuesta de dichas escalas de manera dual que abarcan la mayor parte del teclado. El primer tema representa claramente el viento, con tristes acordes extendidos superpuestos por lánguidos cromatismos. El segundo tema está en Re mayor (la tonalidad relativa de Si menor), y presenta barridos para la mano izquierda mientras que la derecha ejecuta la melodía en octavas (citando el Allegretto de la Sinfonía n.º 7 de Beethoven) con trémolos interpretados dentro. Luego, el primer tema regresa ferozmente con trémolos en lugar de acordes para la mano izquierda. Sorprendentemente, después de enfriar las escalas cromáticas en el registro grave, la pieza termina luminosamente con una escala cromática ascendente y un acorde en Si mayor. 
Kaikhosru Shapurji Sorabji escribió sobre esta pieza en 1932 que era:

familiar ..., demasiado familiar, uno se siente tentado a decir, porque la mayoría de la gente piensa de Alkan, de hecho solo lo conoce como el compositor de 'Le Vent', ya que solo conocen al Sibelius del 'Valse Triste' o 'Finlandia' ; el gran maestro de 'Le festin d'Ésope' y la Cuarta Sinfonía, respectivamente, son completamente una incógnita.

### Morte
Morte (Mujer Muerta), en Mi♭ menor, cita el canto gregoriano de Dies Irae. La pieza es la más larga de las tres, y presenta pasajes de acordes difíciles y densos, sextas, trinos, trémolos y notas repetidas. En parte de la pieza, hay un tañido constante de un Si♭ de una manera muy similar a "Le Gibet" de Ravel de Gaspard de la nuit, compuesta más de 70 años después. Cerca del final, hay una acumulación muy apasionada e intensa que conduce a acordes cortos rápidos similares a la parte final de la Balada para piano n.º 4 en fa menor de Chopin justo antes de la coda. La pieza termina citando el tema de "Aime-moi", algunas escalas cromáticas muy similares a las de "Le vent" y finalmente concluye abruptamente con un largo trino y dos acordes cortos de 16 notas. 
Sorabji consideró que es:

el número más notable del set... una elegía o endecha conmovedora y trágica ... llena de asombrosas fortalezas, tanto técnicas, pianísticas y armónicas, y su final es tan extrañamente raro como original y atrevido.

## Recepción
Las piezas recibieron una crítica virulenta por parte de Robert Schumann, quien escribió:

Tiene un sabor considerable de Sue y Sand. Uno se asusta por ese arte falso y antinatural. . . Siempre tenemos en cuenta el talento errante ... pero cuando no se encuentra nada más que negro sobre negro, nos alejamos desanimados

Franz Liszt, a quien estaba dedicada esta suite, recibió con mucha más calidez que Schumann, y dijo que fueron "leídos y releídos muchas veces desde el día en que me brindaron tanta alegría. Estas son composiciones que no podrían ser más distinguidas y, aparte de todos los prejuicios amistosos, es probable que despierten el profundo interés de los músicos."

## Grabaciones
Robert Rivard, Marc-André Hamelin, Yui Morishita y Vincenzo Maltempo han realizado grabaciones de Trois morceaux. También existe una grabación de 'Le vent' realizada en una pianola, por Harold Bauer.  